# George L. Fox
George L. Fox, ameriški vojaški kaplan, * 15. marec 1900, † 3. februar 1943.
Fox je bil metodistični duhovnik in poročnik-kaplan Kopenske vojske ZDA. Bil je eden od štirih kaplanov, ki so dali svoja življenja, da so rešili druge vojake med potopitvijo transportne ladje USAT Dorchester med drugo svetovno vojno.

## Življenje
Rodil se je leta 1900 v Lewistownu (Pensilvanija) v družini s petimi otroci. Ko je bil star 17 let, je pobegnil od doma in se pridružil Kopenski vojski ZDA. Kot medicinski strežnik je služil na zahodni fronti prve svetovne vojne; za zaslužno služenje je prejel srebrno zvezdo, škrlatno srce in francoski vojni križec. 
Po koncu vojne je končal srednjo šolo in se za krajši čas zaposlil pri Trust Company. Nato pa je nadaljeval šolanje na Moody Bible Institute in Illinois Wesleyan University, kjer je leta 1931 tudi diplomiral. Leta 1923 se je poročil in naslednje leto se je rodil njegov sin Wyatt Ray. 
Postal je potujoči pridigar, ki je deloval v Downsu (Illinois) in Ryju (New Hampshire). Pozneje se je vpisal še na Šolo teologije Univerze Boston in leta 1934 je prejel duhovniško posvečenje.
Istega leta je postal župnijski duhovnik v Waitsu (Vermont) in istega leta se mu je rodila še hči, Mary Elizabeth. Pozneje je še dvakrat zamenjal cerkev v Vermontu in postal tudi državni kaplan in zgodovina Ameriške legije. Potem, ko je Japonska napadla ZDA, se je Fox leta 1942 ponovno vpisal v Kopensko vojsko, medtem ko se je njegov sin isti dan vpisal v Korpus mornariške pehote ZDA. 
Pozno leta 1942 je bil premeščen v Camp Myles Standish (Taunton, Massachusetts), kjer je končal Kaplansko šolo na Univerze Harvard. Tu je spoznal tudi preostale tri kaplane iz četverice. 

## Smrt
Vsi štirje so se januarja 1943 vkrcali na transportno ladjo USAT Dorchester, na krovu katere je bilo čez 900 vojakov na poti v Veliko Britanijo preko Grenlandije. 
2. februarja 1943 je nemška podmornica U-223 opazila konvoj ladij, v kateri je plula tudi Dorchester. Približala se je konvoju in izstrelila torpedo, ki je zadel Dorchester malo po polnoči. Stotine vojakov so v paniki napolnili krov ladje in se pričeli vkrcavati na rešilne čolne. Nekaj čolnov je bilo poškodovanih in tako neuporabnih; štirje kaplani so pričeli organizirati prestrašene vojake. Pričeli so deliti rešilne jopiče iz shramb; ko jih je zmanjkalo, so se odpovedali svojim in jih dali vojakom. Potem, ko so ladjo zapustili zadnji rešilni čolni, so kaplani ostali na krovu s preostalimi vojaki, ki niso uspeli zapustiti ladje in jih vodili v molitev. 27 minut po udaru torpeda je Dorchester potonil s 672 ljudmi na krovu. Preživeli so nazadnje videli štiri kaplane, ko so stali na krovu, držeč se za roke in v molitvi.

## Spomin
Vsi štirje kaplani so bili odlikovani s Distinguished Service Cross in škrlatnim srcem. 3. februarja 1951 je predsednik ZDA Harry S. Truman odprl kapelo v njihovo čast v Grace Baptist Church (Filadelfija). Leta 1961 so ustanovili posebno medaljo - Chaplain's Medal for Heroism.